# Bazylika katedralna Wniebowzięcia Najświętszej Maryi Panny w Mondoñedo
Bazylika katedralna Wniebowzięcia Najświętszej Maryi Panny w Mondoñedo (hiszp. catedral basílica de la Virgen de la Asunción de Mondoñedo) – rzymskokatolicki kościół w Mondoñedo w Galicji (Hiszpania), pełniący funkcję katedry diecezji Mondoñedo-Ferrol.

## Historia
Kościół zaczęto wznosić w 1219 roku. Budowa została zakończona w XIV wieku. Katedra w swojej pierwotnej strukturze miała trzy apsydy. W XVIII wieku została przebudowana fasada oraz dodano wieże.
W 1902 roku katedra w Mondoñedo została uznana za obiekt zabytkowy (Monumento Nacional).
Papież Jan XXIII nadał katedrze tytuł bazyliki mniejszej 7 listopada 1962.

## Architektura i sztuka

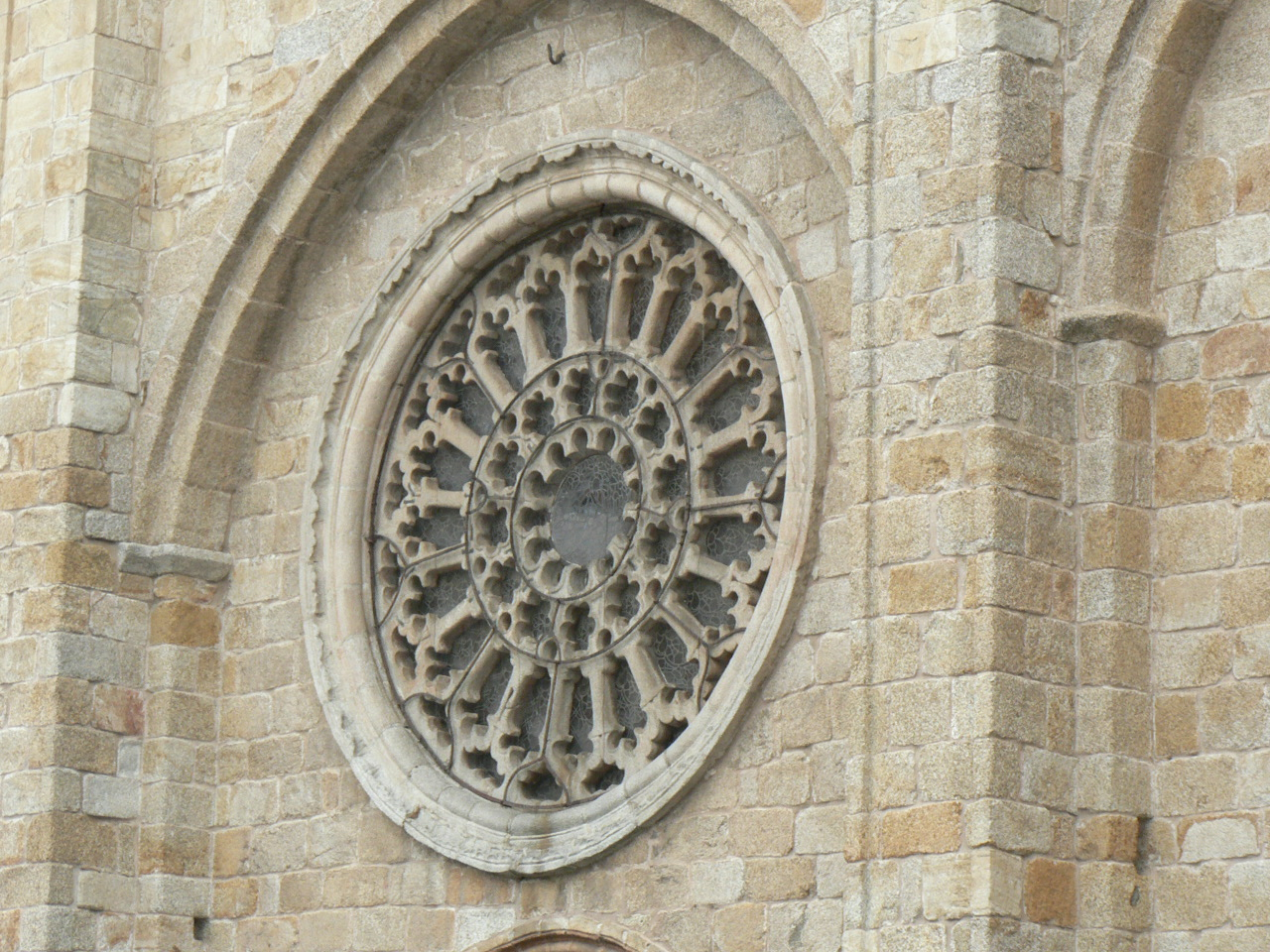
Rozeta w fasadzie bazyliki

W fasadzie znajduje się XV-wieczna rozeta o średnicy 5 metrów. Fasadę flankują dwie  wieże, ozdobione motywami heraldycznymi.
Wnętrze bazyliki jest trójnawowe. Obecny ołtarz główny rokokowy z neoklasycznymi kolumnami jest autorstwa Fernando de Terán. W części centralnej znajdują się rzeźby przedstawiające w niższej części Wniebowzięcie Maryi, a w wyższej Trójcę Świętą.